# ウィチタ・フォールズ
『ウィチタ・フォールズ』（As Falls Wichita, so Falls Wichita Falls）は、1981年にECMレコードから発表した、パット・メセニーとライル・メイズによるアルバム。アメリカのBillboard 200では50位に達し、『ビルボード』のジャズ・アルバム・チャートでは1位を獲得した。
収録曲の「イッツ・フォー・ユー」は、矢野顕子のアルバム『WELCOME BACK』でカバーされている。

## 映画での使用
- 「9月15日（ビル・エヴァンスに捧ぐ）」と「イッツ・フォー・ユー」が、1985年の映画『ファンダンゴ』の印象的なシーンで使用されている。

## 収録曲
| 全作曲: パット・メセニーとライル・メイズ。 |                                                                                        |       |                                  |       |
| #                                          | タイトル                                                                               | 作詞  | 作曲・編曲                       | 時間  |
| 1.                                         | 「ウィチタ・フォールズ - "As Falls Wichita, So Falls Wichita Falls"」                  |       | パット・メセニーとライル・メイズ | 20:45 |
| 2.                                         | 「オザーク - "Ozark"」                                                                 |       | パット・メセニーとライル・メイズ | 4:03  |
| 3.                                         | 「9月15日（ビル・エヴァンスに捧ぐ） - "September Fifteenth"」(dedicated to Bill Evans) |       | パット・メセニーとライル・メイズ | 7:45  |
| 4.                                         | 「イッツ・フォー・ユー - "It's for You"」                                              |       | パット・メセニーとライル・メイズ | 8:20  |
| 5.                                         | 「夢のかけら - "Estupenda Graça"」                                                     |       | パット・メセニーとライル・メイズ | 2:41  |
| 合計時間:                                  | 合計時間:                                                                              | 43:34 |                                  |       |

## パーソネル
- ライル・メイズ - ピアノ、シンセサイザー、オルガン、オートハープ
- パット・メセニー - エレクトリック&アコースティック6弦&12弦ギター、ベース
- ナナ・ヴァスコンセロス - ビリンバウ、パーカッション、ドラムス、ヴォーカル